# TV-aksjonen
TV-Aksjonen é um evento nacional na Noruega que tem sido organizado todos os anos desde 1974 para angariação de fundos para diferentes organizações de caridade. O evento é organizado pela NRK em colaboração com a organização escolhida. A angariação de fundos decorre de várias formas. A forma dominante é através de cerca de 100,000 voluntários que vão de porta em porta com uma caixa de coleta certificada a todas as 1.8 milhões de casas e apartamentos na Noruega. Além disso, empresas e pessoas dão doações diretamente através de uma linha telefónica ou por transferência direta de dinheiro para uma conta bancária especifica. A NRK faz um programa televisivo informativo em que decorre um leilão em beneficio do evento. O evento dura alguns dias para além do dia oficial. A organização que receberá os fundos angariados é escolhida por um comitê da NRK. TV-aksjonen como um fenómeno.
Para 2015, o Fundo Norueguês de florestas tropicais (Regnskogfondet.no) irá receber todo o dinheiro angariado pela TV-Aksjonen.